# Króle Duże
Króle Duże (prononciation : [ˈkrulɛ ˈduʐɛ]) est un village polonais de la gmina d'Andrzejewo dans le powiat d'Ostrów Mazowiecka de la voïvodie de Mazovie dans le centre-est de la Pologne.
Il se situe à environ 11 kilomètres à l'ouest d'Andrzejewo (siège de la gmina), 12 kilomètres au nord-est d'Ostrów Mazowiecka (siège du powiat) et à 100 kilomètres au nord-est de Varsovie (capitale de la Pologne).
Le village compte approximativement une population de 420 habitants en 2006.

## Histoire
De 1975 à 1998, le village appartenait administrativement à la voïvodie de Łomża.